# 蒙洼蓄洪区
蒙洼蓄洪区位于中国安徽省阜阳市的阜南、颍上两县境内，淮河中游北岸，南臨淮河，北倚蒙河分洪道，東西長約40公里，南北寬約2-10公里。总面积180.4平方公里，其中耕地面积19.74万亩。涉及4个乡镇，75个行政村，131座庄台，9.5万余人，絕大部分居住在安全台和保莊圩上。是淮河流域于1953年设立的第一座行蓄洪区。
蒙洼蓄洪区的王家坝分洪闸设计分洪流量1626立方米/秒，设计蓄洪水位27．66米，相应蓄洪量7．5亿立方米。自建成以来，先后于1954、1956、1960、1968、1969、1971、1975、1982、1983、1991、2003、2007、2020年16次蓄滞洪水。根据国务院的《淮河洪水调度方案》规定，当王家坝水位达到29米，且有继续上涨趋势时，可开启王家坝闸分洪。